# Тисмия Родвея
Тисмия Родвея (лат. Thismia rodwayi) — редкий вид микогетеротрофных бесхлорофильных растений рода Тисмия (Thismia), семейства Тисмиевые (Thismiaceae), естественно произрастающий на территории юго-востока Австралии (включая Тасманию) и на севере Новой Зеландии.
Thismia rodwayi, также известный как «волшебный фонарик», встречается крайне редко, поскольку его цветение происходит практически под поверхностью почвы. Эти растения часто ошибочно принимают за грибы, но на самом деле они представляют собой цветущие растения.

## Название
Родовое латинское (научное) название Thismia является анаграммой рода бобовых Smithia. Род Smithia был назван в честь сэра Джеймса Эдварда Смита (1759-1828), ботаника, врача и соучредителя Лондонского Линнеевского общества, первого президента этого общества.
Видовое латинское наименование rodwayi дано в честь Леонарда Родуэйя (Leonard Rodway, 1853-1936), который был зубным врачом и получил свое образование в Лондоне, а затем приехал в Хобарт в 1880 году. Он заслужил признание своим вкладом в изучение ботаники Тасмании. Леонард Родуэй занимал должность почетного государственного ботаника с 1896 по 1932 год, и за это время он создал «Флору Тасмании» (1903 год), которая стала стандартным справочником в течение сорока лет.

## Описание
Thismia rodwayi — это нежное мясистое растение, не превышающее 2 см в высоту, и оно получило своё народное название «волшебный фонарик» из-за ярко-оранжевых цветков, напоминающих фонари, которые высовываются из почвы. Вид цветет с октября по декабрь (или с ноябрь по февраль). Оно не обладает хлорофиллом и, следовательно, не может проводить фотосинтез, полагаясь на грибы (микогетеротрофия), симбиотически связанные с его корнями, для получения питания из разлагающихся растительных материалов. Эти загадочные фонарики произрастают во влажных или болотистых лесах и требуют для своего существования глубокие, хорошо развитые почвы, покрытые толстым слоем опавшей листвы. Основной угрозой для этого вида является разрушение его естественной среды обитания, которое, в основном, связано с лесозаготовкой, а также, в некоторых случаях, с железнодорожными магистралями и жилыми районами.

### Морфология

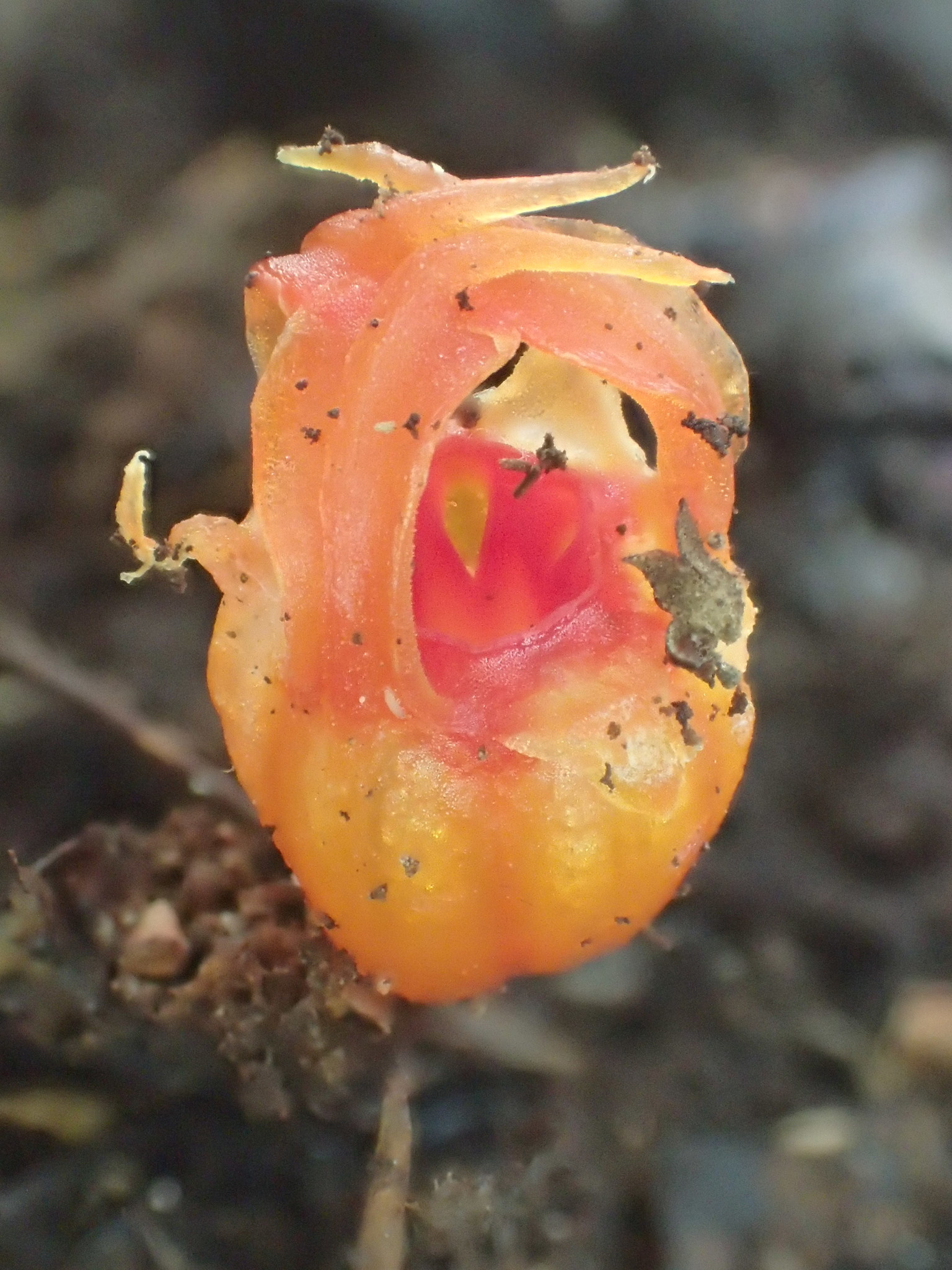
«Волшебный фонарик»

Это сапрофитное растение имеет красноватый, розоватый или розовато-белый цвет и растет в глубокой листовой подстилке. Корни редкие и ветвящиеся, с диаметром 1–1,5 мм и интервалом ветвления 10–20 мм. Чешуйчатые листья редкие, яйцевидные, с острыми концами, с тремя крупными ближе к цветку, размером 5 х 2 мм. Цветок достигает длины до 20 мм, одиночный и верхушечный, окрашен в красный, красно-оранжевый или иногда белый с оранжевой полоской. Трубка околоцветника имеет размеры 10 х 8 мм, раковинную форму и полупрозрачность. Внешние доли околоцветника узкотреугольные и могут быть прямостоячими или слегка изогнутыми, в то время как внутренние лопасти имеют размеры 4-5 х 2,5 мм и сросшиеся наверху, образуя митру с широкими отверстиями по бокам. Выступающий киль внутренней лопасти образует свободный придаток разной длины. Тычинки свисают с короткого, обычно красного кольца; свободные нити короткие и изогнутые; пыльники более широкие и срастаются в светлую трубку, доходящую до середины трубки околоцветника; пыльцевые мешки мелкие и широко расставленные; соединительные ткани тонкие и перепончатые, тщательно лопастные. Всего 6 нектарников, каждый из них находится под пыльниками и заключен в перепончатый мешочек. Завязь короткая, размером 1,5 х 2 мм, с вогнутой верхней поверхностью; стиль стаут, длиной 1 мм; рыльца усеченно-обратно-яйцевидные и двулопастные; семязачатки с длинными пучками, скученные на ножках-плацентах. Плоды мясистые, их верхняя часть становится желтоватой и прозрачной по мере созревания, обнажая многочисленные коричневые семена.

## Распространение
На территории Новой Зеландии, Thismia rodwayi распространен только на Северном острове и был обнаружен в различных местах, включая окрестности гавани Хокианга, лес Вайпоуа, Траунсон, хребет Хакаримата, гору Пиронгия, заповедник Те-Каури, заповедник Вальтера Скотта, районы недалеко от Таумарунуи, Таурева, а также окрестности источников Кететахи (Тонгариро), и живописного заповедника Опепе. Это растение сапрофитного образа жизни и обитает в прибрежных и горных лесах и кустарниках, где обычно находится в глубокой листовой подстилке у основания деревьев. Его находят в соседстве с разнообразными видами деревьев и кустарников, но последние наблюдения свидетельствуют о его встрече в местах вырубки лесных опушек или в процессе восстановления леса.

## Таксономия
Thismia rodwayi F.Muell., первое упоминание в Vict. Naturalist 7: 115 (1890).

### Синонимы
- Bagnisia hillii Cheeseman
- Bagnisia rodwayi (F.Muell.) F.Muell.
- Rodwaya thismiacea F.Muell.
- Sarcosiphon hillii (Cheeseman) Schltr.
- Sarcosiphon rodwayi (F.Muell.) Schltr.